# 프런티어 리그

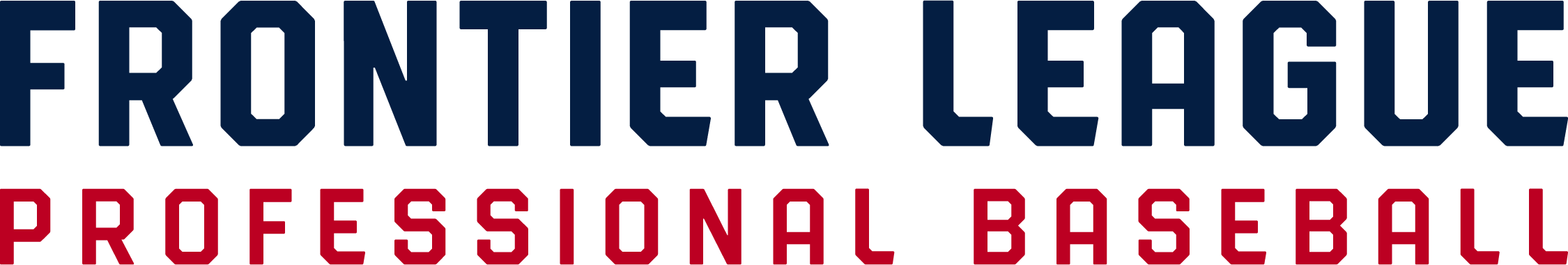

프런티어 리그(Frontier League)는 1993년 창설된 미국 독립 리그이다. 총 14팀으로 이루어져 있으며 2개의 디비전으로 운영된다.

## 팀
| 디비전 | 팀                      | 연고지                             | 홈구장                     |
| ------ | ----------------------- | ---------------------------------- | -------------------------- |
| 이스트 | 에번즈빌 오터스         | 에번즈빌, 인디애나                 | 보세 필드                  |
| 이스트 | 플로렌스 프리덤         | 플로렌스, 켄터키                   | UC 헬스 스타디움           |
| 이스트 | 프런티어 그레이         | 트래블링 팀                        | 없음                       |
| 이스트 | 레이크 이리 크러셔스    | 에이번, 오하이오                   | 올 프로 프레이트 스타디움  |
| 이스트 | 서던 일리노이 마이너스  | 매리언, 일리노이                   | 렌트 원 파크               |
| 이스트 | 트래버스 시티 비치 범스 | 블레어 타운십, 미시간              | 뷰르펠 파크                |
| 이스트 | 워싱턴 와일드씽         | 노스 프랭클린 타운십, 펜실베이니아 | 콘솔에너지 파크            |
| 웨스트 | 게이트웨이 그리즐리스   | 소제, 일리노이                     | GCS 볼파크                 |
| 웨스트 | 졸리엣 슬래머즈         | 졸리엣, 일리노이                   | 실버 크로스 필드           |
| 웨스트 | 노멀 콘벨터스           | 노멀, 일리노이                     | 더 콘 크리브               |
| 웨스트 | 리버 시티 래스칼스      | 오팰런, 미주리                     | T.R. 휴즈 볼파크           |
| 웨스트 | 록퍼드 애비에이터스     | 러브 파크, 일리노이                | 애비에이터스 스타디움      |
| 웨스트 | 샤움버그 부머스         | 샤움버그, 일리노이                 | 샤움버그 베이스볼 스타디움 |
| 웨스트 | 윈디 시티 선터볼츠      | 크레스트우드, 일리노이             | 스탠다드 뱅크 스타디움     |